# 嗜人瘤蝇
嗜人瘤蝇（学名：Cordylobia anthropophaga），又称芒果蝇（英語：Mango fly）、 盾波蝇（英語：Tumbu fly）或皮肤蛆蝇（英語：Skin maggot fly），是丽蝇科瘤蝇属下的一种昆虫，常见于东非和中非，其幼虫期是大型哺乳动物（包括人类）的寄生虫。嗜人瘤蝇在非洲亚热带地区流行超过135年，是该地区人类蝇蛆病的常见原因。

## 名称
嗜人瘤蝇的学名中的种加词，源自希腊语“[anthropophagos] 错误：{{Lang}}：無法辨識代碼 gre（帮助）”意思是“人类食客”。

## 生命循环
雌性芒果蝇在沙质土壤中一次产卵约300个，通常被粪便污染。孵化出的幼虫可以在土壤中存活 9-15 天，然后它们需要找到宿主继续发育。如果幼虫找到宿主，它会穿透宿主皮肤并经过三个幼虫阶段发育 8-12 天，达到预蛹阶段。然后它离开宿主，掉到地上，掩埋自己，化蛹，最终变成能够繁殖并重新开始循环的成虫。

## 传播
雌性芒果蝇在被粪便或尿液污染的土壤或潮湿的衣服或床单上产卵。悬挂晾晒的潮湿的衣服是一个完美的地方。幼虫在 2-3 天内孵化并附着在皮肤上并穿透皮肤，产生肿胀和感染。如果幼虫在土壤中孵化，任何对土壤的干扰都会导致它们蠕动到表面以穿透宿主的皮肤。

## 流行病学
芒果蝇是撒哈拉以南非洲热带地区的特有种，由其引起的蝇蛆病是非洲蝇蛆病的最常见原因。但由于航空旅行，人们在全球范围内都可以看到，因为人类活动会在流行区之外携带虫害。